# Giovanni Artico
Giovanni Artico (Vittorio Veneto, 4 de novembro de 1868 - Milão, 3 de janeiro de 1930) foi um fotógrafo italiano. Fundou em Milão em 1900 um dos principais estúdios fotográficos italianos de sua época, ganhando larga fama como retratista de proeminentes membros da classe artística e da Igreja Católica. 

## Biografia

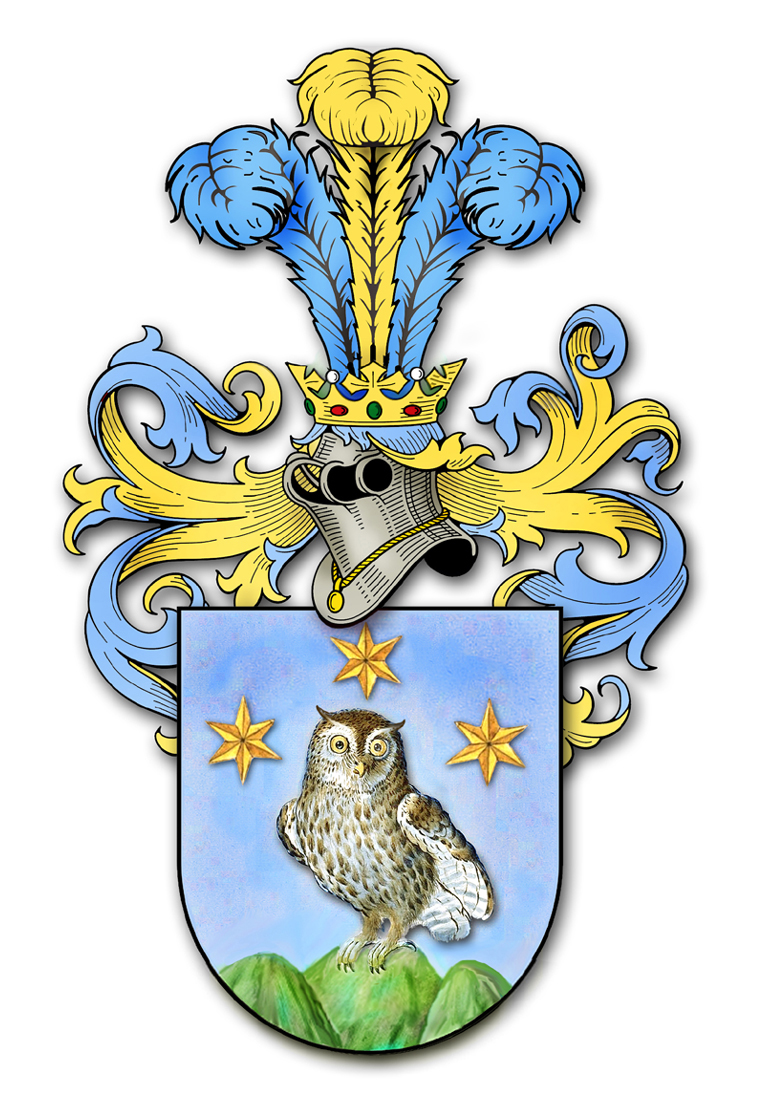
Brasão da família Artico.

Membro de uma antiga família nobre de Vittorio Veneto, mas então já decaída, nasceu em 4 de novembro de 1868. Começou sua carreira estudando Química, e ainda jovem se transferiu para Milão, onde começou a trabalhar como discípulo e colaborador no estúdio fotográfico de Leone Ricci, que já tinha grande reputação como retratista da aristocracia.
Lá conheceu Arturo Varischi, e em 1897 ambos aparecem como sócios efetivos da Sociedade Fofográfica Italiana. Em 1900 se associaram com o comerciante de equipamentos fotográficos Angelo Pettazzi para comprar o estúdio de Ricci, rebatizando-o como Varischi Artico & Cia, mais conhecido como Studio Varischi & Artico. Pettazzi se ocupava com os equipamentos e investiu o capital (40 mil liras), e Artico e Varischi se responsabilizavam pela parte artística e pela administração. Embora tenham herdado o prestígio do estúdio anterior, dedicaram-se principalmente a uma outra clientela: no início se especializaram no retrato infantil, mas logo passaram a fotografar celebridades do mundo artístico e literário, que frequentavam os círculos do Teatro alla Scala, da editora musical Ricordi, dos salões literários, do grupo Scapigliatura e do clube Famiglia Artistica.

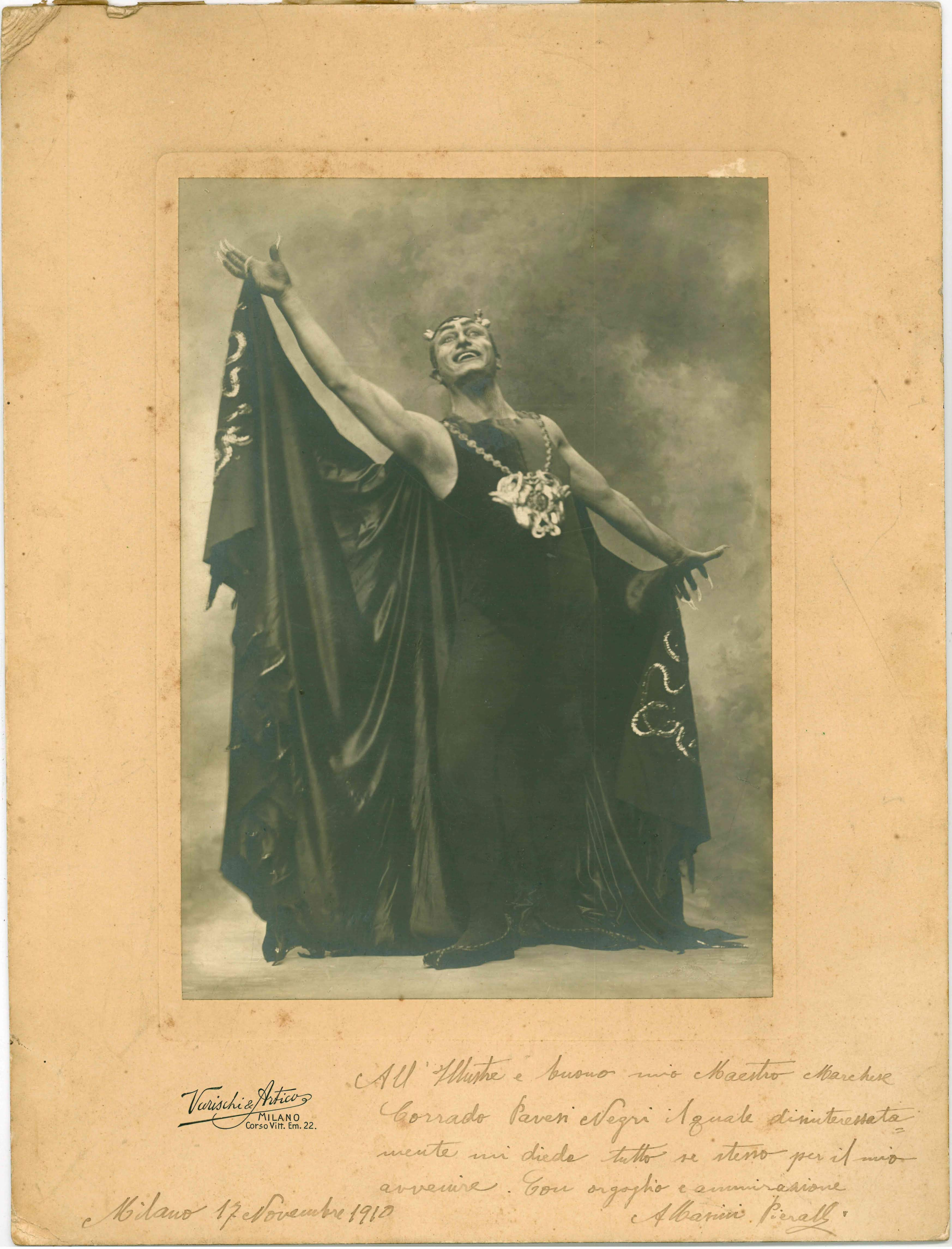
Retrato do cantor Angelo Masini Pieralli no papel de Mefistófeles, da ópera homônima de Arrigo Boito, 1910

Artico frequentava esses círculos, especialmente o clube Famiglia Artistica, compartilhando das ideologias estéticas lá cultivadas, e também das ideias políticas, inclinadas para o socialismo. Estabeleceu amizade com os escultores Ludovico Pogliaghi, Eugenio Pellini e Antonio Mazzucotelli, e com o importante fotógrafo Emilio Sommariva.
Um guia de Milão de 1903 já colocava o estúdio entre os mais importantes da cidade. No mesmo ano receberam uma medalha de bronze do clube Famiglia Artistica. Em 1906 obtiveram a consagração definitiva ao receberem o Grande Prêmio da seção de fotografia artística da Exposição Universal de Milão, que foi acompanhada de extensa publicidade. No mesmo ano foram requisitados para fotografar o Congresso de Artes Gráficas, e até 1914 foram colaboradores de várias revistas, como Ars et Labor, Il Teatro Illustrato, Illustrazione Italiana, e outras. A revista Il Teatro Illustrato, na sua edição de 15 de fevereiro de 1908, assim os descreveu na seção Os Nossos Fotógrafos: "Artico e Varischi, eis dois nomes beneméritos da arte fotográfica, dois inteligentes e ativíssimos trabalhadores que alcançaram uma perfeição e uma elegância máximas em toda a sua vasta e variada produção. Il Teatro Illustrato tem, nestes dois valorosos artistas, colaboradores excelentes, e bem o sabem a legião de nossas gentilíssimas atrizes e cantoras, das quais em todas as edições publicamos uma quantidade excepcional de retratos, e as quais encontram nesta célebre firma Artico e Varischi quem reproduza completamente sua beleza. Nós os recomendamos mais uma vez à atenção e à admiração dos nossos leitores e nossas gentis leitoras".
Entre as muitas personalidades que retrataram estavam os compositores Arrigo Boito, Jules Massenet, Ruggero Leoncavallo, Ferruccio Busoni e Giacomo Puccini, as atrizes Lyda Borelli e Adelaide Ristori, os cantores de ópera Enrico Caruso e Eva Tetrazzini, os literatos Giovanni Verga, Gabriele d’Annunzio e Marco Praga, os pintores Umberto Boccioni, Luigi Russolo e Carlo Carrà, e o maestro Arturo Toscanini.
Com renome consolidado e sempre muitas encomendas, Artico passou a desenvolver outras atividades, dedicando-se também à defesa pública da fotografia como verdadeira arte — num período em que os profissionais ainda lutavam pela equiparação com as formas artísticas tradicionais como a pintura —, à difusão da cultura fotográfica, e à formação de novos profissionais. Participou em 1911 da fundação de uma Associação de industriais e proprietários de estúdios fotográficos e foi eleito membro do Conselho, no mesmo ano participou do Congresso Fotográfico Nacional em Roma, onde foi deliberada a criação de um escritório para controle de direitos autorais e foi atribuído à Associação o trabalho de organizar a classe em nível nacional, e em 1912 colaborou na fundação da Escola Profissional Fotográfica. Em 1925 fazia parte da Sociedade Italiana de Autores.

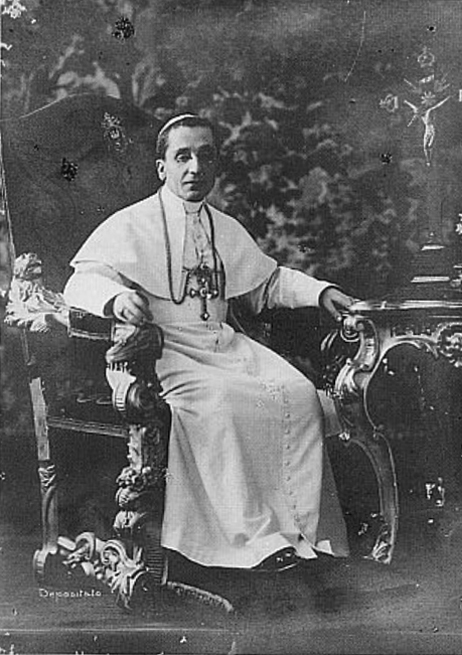
Retrato de Bento XV, c. 1914

No período da I Guerra Mundial até cerca de 1920 a atividade do estúdio é pobremente documentada. Varischi parece ter-se afastado no início dos anos 1920, e faleceu em 5 de setembro de 1923. A firma mudou sua razão social para Giovanni Artico e o titular passou a contar com a colaboração de alguns filhos. Seu prestígio não diminuiu, mas sua atenção passou a se concentrar principalmente na clientela religiosa, que havia sido pouco contemplada anteriormente, embora já tivessem fotografado os papas Pio X e Bento XV, incluindo então muitos outros membros proeminentes da Igreja Católica, como os cardeais e arcebispos de Milão Alfredo Ildefonso Schuster e Eugenio Tosi, o cardeal e arcebispo de Bruxelas Désiré-Joseph Mercier, e o papa Pio XI.
Artico parece ter sido sempre a principal figura do estúdio. Pettazzi não fotografava e há pouca informação sobre Varischi, em sua maior parte limitada à documentação interna da firma, ao contrário de Artico, que teve uma vida ativa também como uma liderança corporativa e recebeu numerosos reconhecimentos públicos pessoais. Muitas fotografias "Varischi & Artico" que hoje sobrevivem em museus têm autógrafos dos retratados com mensagens amistosas dedicadas especificamente a ele, e em 1923 recebeu individualmente os títulos de Cavaleiro da Coroa Italiana e Fotógrafo Pontifício, este com o direito anexo de usar o brasão do papa Pio XI.
Sua última fotografia datada é de 1929. Faleceu em Milão em 3 de janeiro de 1930. Foi casado com Regina Trelancia, tendo os filhos Antonio, Carlo, Vittoria, Maria e Pietro. A viúva continuou as atividades até 1933, quando a titularidade do estúdio foi transferida para o fotógrafo Rodolfo Paganini, junto com todo o acervo. Sua obra só é conhecida por impressões positivas; seus negativos originais foram todos perdidos, mas não é sabido exatamente como. Provavelmente estavam no estúdio de Paganini quando ele foi destruído no bombardeio de Milão de 1943.
A tradição fotográfica permaneceu viva na família. Seu filho Carlo Artico (1909-1981) foi discípulo do pai mas preferiu trabalhar como fotógrafo e comerciante de equipamentos fotográficos em Adis Abeba. Na II Guerra Mundial atuou como fotógrafo na Força Aérea italiana mas foi feito prisioneiro e remetido para o Quênia, onde permaneceu de 1941 a 1943, quando foi repatriado com sérios problemas de saúde. Em 1946 retomou suas atividades como free-lancer e no ano seguinte reabriu o estúdio em Milão, continuado por sua filha Susanna Artico, estando ainda ativo em 2021.

## Obra

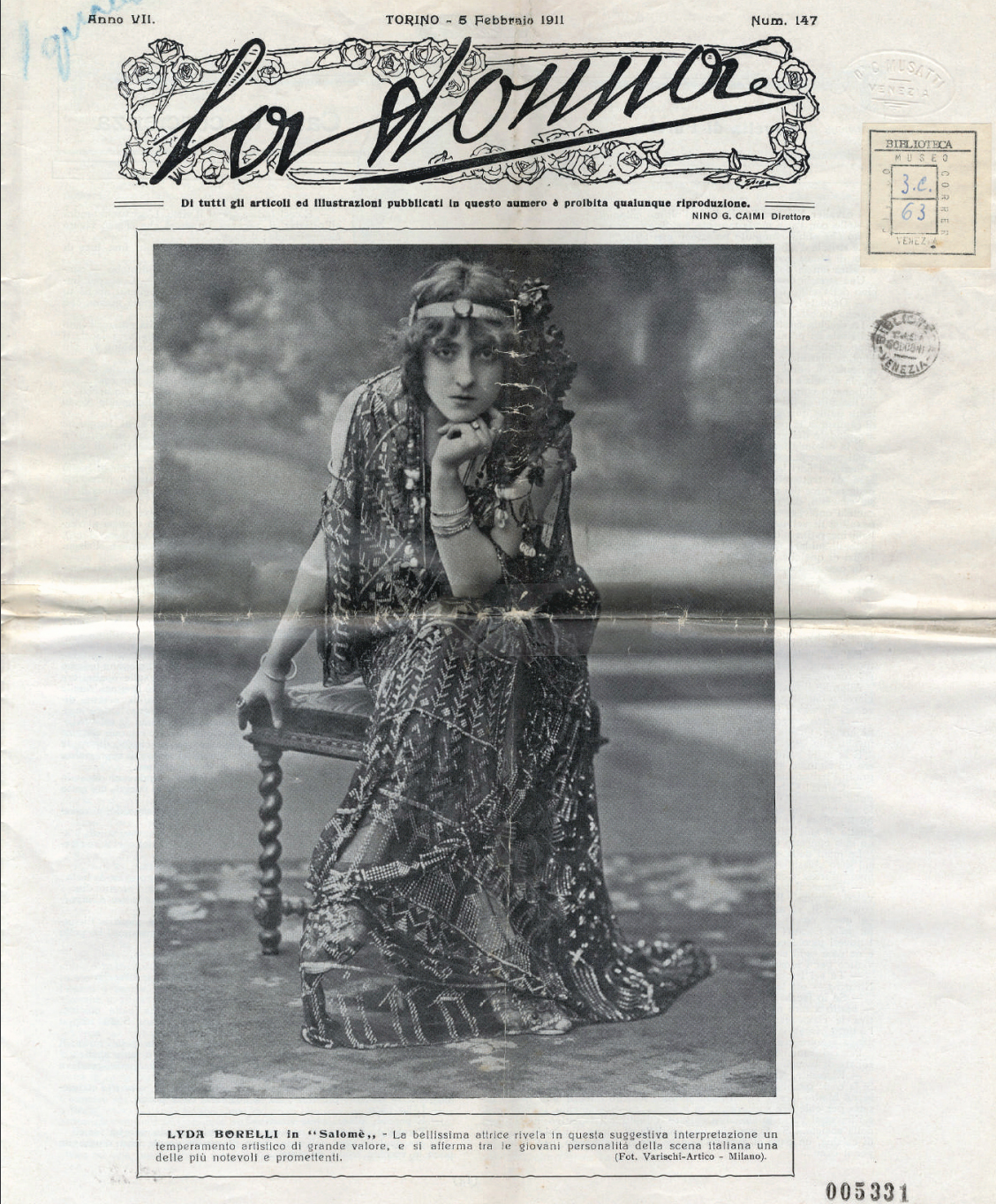
A atriz Lyda Borelli no papel de Salomé, da peça homônima de Oscar Wilde, na capa da revista La Donna, 1910

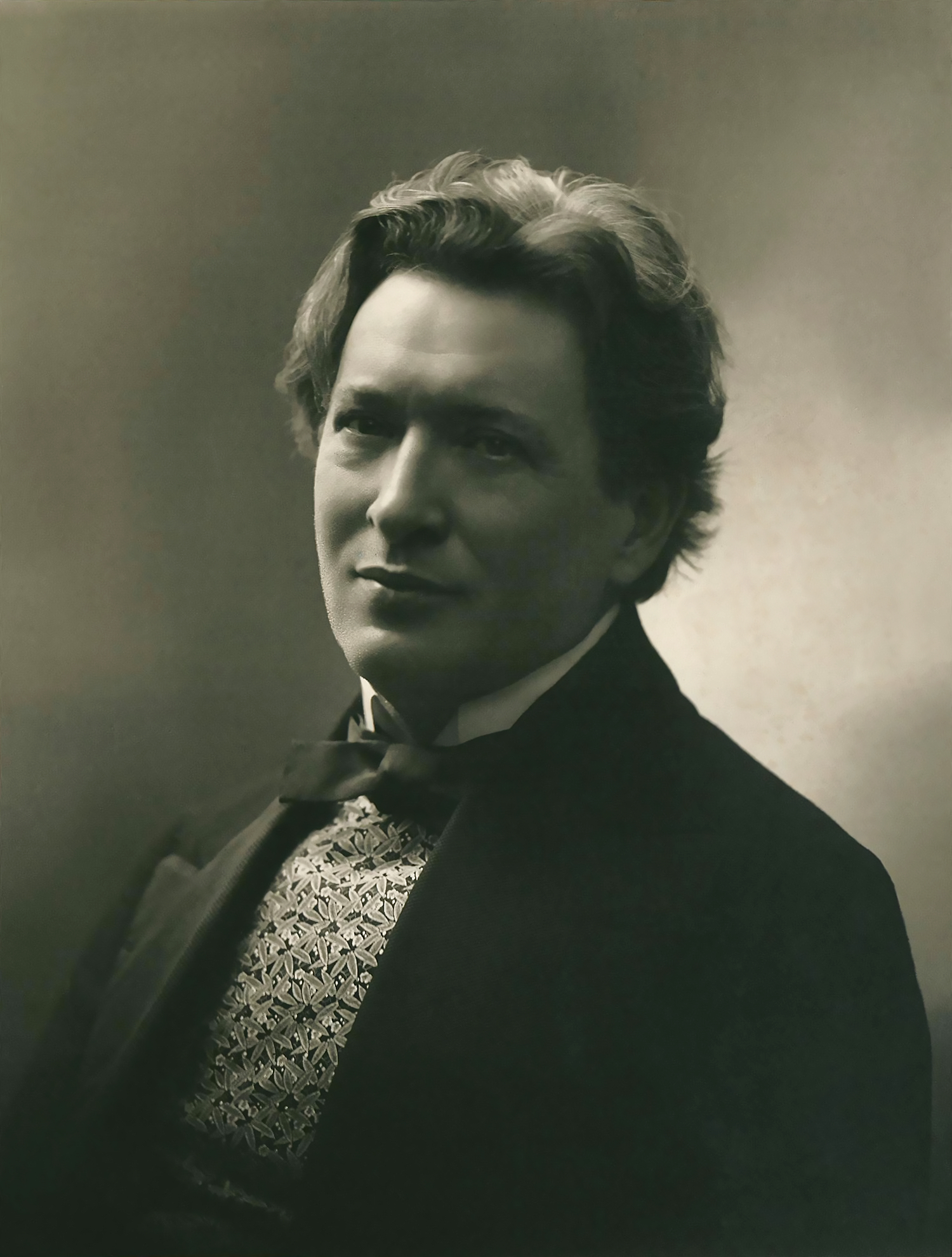
Retrato do compositor Ferruccio Busoni, 1913

O trabalho do estúdio foi louvado na época e pela crítica contemporânea pela sua perícia técnica e pela sensibilidade, refinamento, elegância e alta qualidade estética. Seu estilo deve muito ao de seu professor Ricci, mas introduziu elementos de novidade. Segundo Pietro Redondi, em sua época foi um dos mais reputados estúdios da Península e hoje é um dos mais estudados pelos historiadores da fotografia italiana. De acordo com Anna Maria Lucchi, foi um dos mais afamados entre os que se dedicaram à fotografia do mundo do teatro. Para Maria Ida Biggi, "o estabelecimento de Varischi e Artico é sem dúvida um dos mais importantes na história da retratística italiana. No início do século XX, muitas das figuras mais famosas do mundo do teatro e da música da época posaram diante de suas câmeras. Os importantes reconhecimentos públicos e o sucesso comercial do estúdio fizeram com que em pouco tempo esses fotógrafos se colocassem entre os nomes mais famosos do momento".
Em 1903, recém fundado o estúdio, o crítico Ernesto Marini disse: "Da fusão dessas jovens energias veio um forte impulso, que os lançou a uma altíssima consideração. Andaram se especializando em fotos de crianças, e recentemente se enriqueceram com retratos das mais eminentes personalidades políticas, científicas, literárias e artísticas. A pose das crianças é objeto de especial estudo pela firma, a qual diariamente expõe nas suas amplas vitrines o resultado de suas experiências, composições preciosas e originais que, enquanto despertam a admiração do público, assinalam um notável progresso da arte fotográfica na reprodução do verdadeiro". Praticamente toda a produção infantil foi perdida ou está em paradeiro ignorado.
Ao receberem o Grande Prêmio na Exposição Universal de 1906, foi assinalado como suas fotografias eram excelentes na tradição da representação da figura, "com uma fineza de execução verdadeiramente excepcional". Uma outra crítica referiu que "a mostra dos senhores Varischi e Artico contêm retratos verdadeiramente admiráveis, onde a técnica magistral é acompanhada de um senso artístico refinado, onde todo o antigo convencionalismo está completamente ausente e o fotógrafo soube deixar sinais seguros de critério e de método estritamente pessoais, e de inequívoca eficiência sobre o valor do resultado".
Segundo Redondi, "para a fotografia italiana, essa mostra constituiu uma mobilização e uma oportunidade de comparação sem precedentes. Basta dizer que pela primeira primeira vez foi dada aos fotógrafos milaneses e italianos a oportunidade de participar oficialmente de uma exposição internacional, organizada no pavilhão de Exposições Temporárias, e que contou com a participação dos principais países europeus". Além deste reconhecimento, a Exposição ofereceu a Varischi e Artico a oportunidade de diversificar sua atividade, trabalhando para o Comitê Executivo do evento, tomando imagens da construção dos pavilhões, das cerimônias inaugurais, visitas oficiais, competições e demonstrações que pontilharam o semestre de abertura. Ao longo desses meses, suas imagens foram publicadas no jornal oficial do Comitê Executivo, na revista ilustrada Milano e l'Esposizione internazionale del Sempione, na Illustrazione Italiana e na Ars et Labor.
Ao contrário de muitos fotógrafos da época, não faziam retoques posteriores na imagem. Silvia Paoli disse que sua produção "se qualifica pelo sábio enquadramento, que passa da figura inteira para os três quartos ou perfil e para o primeiro plano, sempre atenta às características psicológicas e à criação de um ambiente que exalte o status, mas sobretudo exalte a personalidade do sujeito. Dedicam, assim, muito cuidado à composição do espaço com luzes, fundos, móveis e ornamentos de gosto eclético, que vão desde o Estilo Império ao Barroco, ao Neomourisco e à Secessão Vienense, prosseguindo na tradição oitocentista do retrato de atelier". Suas fotografias de celebridades eram reproduzidas em publicidade, souvenirs e cartões postais, bem como em diversas revistas de larga circulação.
Uma coleção de 88 imagens compõe uma produção à parte, documentando a Exposição Universal de 1906, mostrando os pavilhões e os estandes expositivos da Mostra Retrospectiva dos Trasportes e da Mostra do Trabalho dos Italianos no Exterior, sendo uma importante fonte iconográfica para a historiografia do evento. Em 1909 também foram requisitados pelo jornal Corriere della Sera para documentar a destruição causada pelo terremoto na Calábria e Sicília.
Hoje as fotografias de Varischi & Artico são preservadas em diversas coleções de museus, incluindo o Civico Archivio Fotografico di Milano, a Fototeca Storica Nazionale Ando Gilardi, o Archivio Storico Intesa Sanpaolo, a Biblioteca Nazionale Braidense, a Biblioteca e Museo Teatrale del Burcardo, a Raccolte Museali Fratelli Alinari e a Biblioteca Livia Simoni do Museo Teatrale della Scala. Também é mantida uma coleção no atual Estúdio Artico, aberta ao público.